# 洪允淑
洪 允淑（ホン・ユンスク、 홍윤숙、1925年8月19日 - 2015年12月12日）は、韓国の詩人である。平安北道の定州出身。本貫は南陽洪氏。

## 受賞歴
- 2002年、第16回 春江賞芸術部門
- 2012年、第4回 具常文学賞

## 主な作品
- 1962年、『여사시집』(麗史詩集)[3]
- 1968年、『장식론』(装飾論)
- 1971年、『일상의 시계소리』(日常の時計音)
- 1974年、『타관의 햇살』(他関の日差し)
- 1978年、『하지제』(夏至祭)[4]